# Desktop Linux Consortium
Desktop Linux Consortium (デスクトップ・リナックス・コンソーシアム：DLC)は、Linuxをデスクトップ用のオペレーティングシステムとして推進するためのNPO。
2003年11月10日 企業用(エンタープライズ)デスクトップ向けのLinuxを、Debianをベースにコミュニティで開発するプロジェクトUserLinuxを発表。
2011年時点で、既に公式ウェブサイトが存在しなくなっており、また開発継続に関するアナウンスもないため、現状は不明である。

## メンバー
メンバー(2003年11月13日現在)
- ArkLinux
- Codeweavers
- Debian
- DesktopLinux.com
- KDE
- Linux Professional Institute (LPI)
- Lycoris
- Linux Terminal Server Project (LTSP)
- Mandrakesoft
- NeTraverse
- OpenOffice.org
- Questnet (Support4Linux.com)
- Samba.org
- theKompany
- SuSE
- TransGaming Technologies
- TrustCommerce
- Xandros
- Ximian